# Hechtel-Eksel
Hechtel-Eksel é um município da Bélgica localizado no distrito de Maaseik, província de Limburgo, região da Flandres.